# علامة ليرميت
علامة ليرميت (بالإنجليزية: Lhermitte's sign)‏ هي إحساسٌ كهربائي يمتدُ إلى أسفل الظهر ووصولًا إلى الأطراف. ويُمكن الشعور بكيفية ذهاب هذا الإحساس إلى أعلى أو إلى أسفل العمود الفقري. ويُعتبر شعور غير مُريح.